# Xorides ornatus
Xorides ornatus là một loài tò vò trong họ Ichneumonidae.